# Pombia
Pombia (piemontesisch Pombia, lombardisch Pumbia) ist eine Gemeinde mit 2120 Einwohnern (Stand 31. Dezember 2023) in der italienischen Provinz Novara (NO), Region Piemont.
Die Nachbargemeinden sind Divignano, Marano Ticino, Somma Lombardo (VA), Varallo Pombia und Vizzola Ticino (VA).
Das Gemeindegebiet umfasst eine Fläche von 11 km².